# いすゞ・4200R
4200R（ヨンニーゼロゼロアール）は、いすゞ自動車が1989年に発表したコンセプトカーである。

## 概要
1989年の東京モーターショーにて発表。伝統的なヨーロピアンテイストのスポーツ性能とイメージの確立を目指し、いすゞ製乗用車の個性化と差別化を表現するイメージリーダーとして出品された。
車名は搭載するエンジンの排気量が4,200ccである事に由来し、いすゞのフラッグシップであることを示すRの文字が付加されている。

### 構造
エクステリアは、当時いすゞ自動車ヨーロッパスタジオでチーフデザイナーの職にあった中村史郎（現：日産自動車常務執行役員）をはじめ、同じくGM傘下にあったロータス・カーズに縁のあるデザイナーら数名が担当。いすゞがピアッツァ以来一貫して追求してきたカプセルフォルムの集大成となる、ダイナミックで優雅な先進的スタイルを目指した。
インテリア面では、ミッドシップレイアウトながらも大人2人と子供2人が乗車でき、長距離ツーリングが可能な実用性を確保している。運転席にはカーナビゲーションシステム、ビデオデッキ、ハイグレードカーオーディオシステム、ファクシミリを搭載。ハイテク機器をスポーティーなイメージで包んだハイタッチなインテリアを実現している。
エンジンは新開発の4.2L V8DOHCエンジン（300ps）を搭載。サスペンションにはロータスと共同開発したアクティブサスペンションを採用している。

## 発表後の動き
当時のいすゞ自動車はSUVメーカーに舵を切りつつあり、1993年には乗用車の自社生産から撤退を発表。この波乱を受けて4200Rは役割を失い、そのまま解体処分された。

### ゲームへの登場
レースゲーム「グランツーリスモシリーズ」のプロデューサーを務める山内一典は、2009年にアメリカで行われたヒストリックカーイベント「ペブルビーチ・コンクール・デレガンス」の審査員席で、4200Rのデザインを担当した中村と対面した。
自身も4200Rを目撃していた山内は、4200Rを「グランツーリスモシリーズ」に収録することを決定し、中村本人による監修のもとで制作が行われた。
以上のような経緯を経て完成したモデルは、2010年発売の「グランツーリスモ5」及びその次作「グランツーリスモ6」に収録されている。